# Сулейман Камара
Сулейма́н Камара́ (фр. Souleymane Camara, нар. 22 грудня 1982, Дакар) — сенегальський футболіст, нападник французького клубу «Монпельє», раніше виступав також за національну збірну Сенегалу.
Володар Кубка французької ліги. Чемпіон Франції.

## Клубна кар'єра
У дорослому футболі дебютував 2001 року виступами за команду клубу «Монако», в якій провів три сезони, взявши участь у 47 матчах чемпіонату.
Згодом з 2004 по 2007 рік грав у складі команд клубів «Генгам», «Монако» та «Ніцца».
До складу клубу «Монпельє» приєднався 2007 року.

## Виступи за збірну
2002 року дебютував в офіційних матчах у складі національної збірної Сенегалу.
У складі збірної був учасником чемпіонату світу 2002 року в Японії та Південній Кореї, Кубка африканських націй 2002 року в Малі, де разом з командою здобув «срібло», Кубка африканських націй 2006 року в Єгипті, Кубка африканських націй 2012 року у Габоні та Екваторіальній Гвінеї.

## Титули та досягнення
- Чемпіон Франції (1):

«Монпельє»: 2011-12
- Володар Кубка французької ліги (1):

«Монако»: 2002-03
- Срібний призер Кубка африканських націй: 2002